# PFAD Bundesverband der Pflege- und Adoptivfamilien
Der PFAD Bundesverband ist ein gemeinnütziger Verein mit der Zielsetzung, Pflege- und Adoptivkinder sowie deren Eltern zu unterstützen. Er wurde 1976 als Zusammenschluss von 12 Selbsthilfeorganisationen der Bundesverband der Pflege- und Adoptiveltern in Münster gegründet, trägt seit November 1998 den jetzigen Namen.

## Organisation
Der Bundesverband hat seit 1999 eine hauptamtliche Geschäftsstelle, seit 2007 ist deren Sitz in Berlin. Der PFAD Bundesverband organisiert sich in verschiedenen Landesverbänden einzelner Bundesländer, welche wiederum in einzelne Ortsverbände unterteilt sind.
In folgenden Bundesländern gibt es Landesverbände und/oder Ortsgruppen:
- Bayern (PFAD FÜR KINDER Landesverband der Pflege- und Adoptivfamilien in Bayern e.V.)
- Berlin-Brandenburg (PFAD FÜR KINDER Landesverband Berlin-Brandenburg der Pflege- und Adoptivfamilien e.V.)
- Hamburg (Freunde der Kinder e.V. Landesverband der Pflege- und Adoptivfamilien Hamburg)
- Hessen
  - Gießen (PFAD für Kinder Gießen Verein der Pflege- und Adoptivfamilien e.V.)
  - Hochtaunuskreis (PFAD FÜR KINDER Pflege- und Adoptivfamilien im Hochtaunuskreis e.V.)
  - Werra-Meissner-Kreis / Kassel Stadt und Land (OASE – PFAD Interessengemeinschaft für Pflege- und Adoptivfamilien e.V.)
- Mecklenburg-Vorpommern (PFAD FÜR KINDER Landesverband Mecklenburg-Vorpommern e.V.)
- Niedersachsen (PFAD Niedersachsen e.V. Landesverband der Pflege- und Adoptivfamilien in Niedersachsen)
- Rheinland-Pfalz (PFAD für Kinder Landesverband der Pflege- und Adoptivfamilien Rheinland-Pfalz e.V.)
- Sachsen-Anhalt (PFAD Pflege- und Adoptivfamilien Sachsen-Anhalt e.V.)
- Schleswig-Holstein
  - Nordfriesland (PFAD Nordfriesland Kreisverband der Pflege- und Adoptivfamilien in Nordfriesland e.V.)

Im Bundesverband arbeiten Mitglieder des Verbands ehrenamtlich und es gibt hauptamtlich Mitarbeitende. Diese arbeiten in der Geschäftsstelle oder im Home Office. Geleitet wird der PFAD Bundesverband vom ehrenamtlichen Bundesvorstand, dieser wird durch die Delegierten der Landesorganisationen gewählt. Der Vorstand des PFAD Bundesverbandes arbeitet ehrenamtlich. Die Mitglieder des Vorstands sind selbst auch Pflege- und Adoptiveltern, die sich neben ihren Familien im PFAD Verband engagieren.
Der Verband ist Mitglied des Dachverbands Deutscher Paritätischer Wohlfahrtsverband.

## Aufgaben
Der Verein und vor allem die einzelnen Ortsverbände unterstützen Adoptivfamilien durch verschiedene Beratungsangebot zu den adoptionspezifischen Themen wie Herkunftssuche, frühkindliche Traumatisierung, Rassismus-Erfahrungen etc. Eine Begegnung und ein Erfahrungsaustausch zwischen den Adoptiveltern, erwachsenen Adoptierten, Jugendamt, Kinder- und Jugendpsychologie und auch unter Umständen den biologischen Eltern der Kinder ist durch die lokalen Pfad-Verbände einfach möglich.
Auf Ebene des Bundesverbandes erfolgen
- Vierteljährliche Herausgabe einer Fachzeitschrift PFAD[8] eines Weblogs und eines Online-Newsletters
- Tagungen zum Thema Adoption und Pflege
- Politische Lobbyarbeit im Rahmen der Gesetzgebungsverfahren[9][10]. Der Bayrische Landesverband bezeichnet sich als „Lobby für Kinder und Jugendliche, die zeitweise oder auf Dauer nicht in ihren leiblichen Familien aufwachsen können“.[11]

## Aktionstag für Adoptiv- und Pflegefamilien
Seit 2023 organisiert der PFAD Bundesverband den bundesweiten Aktionstag für Adoptiv- und Pflegefamilien. Mit diesem Tag will PFAD als bundesweiter Fachverband und Interessenvertretung für Pflege- und Adoptivfamilien ein Zeichen der Wertschätzung, Information und Vernetzung setzen. Der Aktionstag findet jeden zweiten Samstag im Juni statt. 
Im Jahr 2023 fand der Aktionstag initial in Berlin unter der Schirmherrschaft von Bundesfamilienministerin Lisa Paus statt. Im folgenden Jahr gab es eine Veranstaltung in Köln. Auf der Internetseite gibt es Berichte und Impressionen zu den beiden Aktionstagen: Aktionstag 2024 – ein Rückblick und Aktionstag 2023 – Ein Tag voller Dank.